# İrfan Tınaz
İrfan Tınaz (* 1929 in Istanbul) ist ein ehemaliger türkischer Admiral, der zwischen 1987 und 1988 Generalsekretär des Nationalen Sicherheitsrates (Millî Güvenlik Kurulu) sowie zuletzt von 1990 bis 1992 Oberkommandierender der Marine (Türk Deniz Kuvvetleri) war.

## Leben
Tınaz trat nach dem Schulbesuch 1951 in die Marineschule (Deniz Harp Okulu) ein und schloss diese am 1953 als Fähnrich zur See (Asteğmen) ab. Danach fand er Verwendung als Offizier auf Zerstörern sowie anderen Marineeinheiten, ehe er 1963 Absolvent der Marineakademie (Deniz Harp Akademisi) war. Danach folgten Verwendungen als Offizier im Stab der II. Zerstörer-Flottille sowie an Bord der TCG Bartin und als Kommandant der TCG Gemlik. Nach mehreren anderen Verwendungen im Oberkommando der Marine fungierte er zwischen 1971 und 1973 als Marineattaché an der Botschaft in den USA sowie nach seiner Rückkehr als Kommodore der II. Zerstörer-Flottille.
1974 wurde Tınaz zum Flottillenadmiral (Tuğamiral) befördert und zunächst als Nachfolger von Flottillenadmiral Orhan Karabulut zum Kommandanten der Marineschule ernannt. Daraufhin war er Kommodore des Amphibien-Geschwaders sowie anschließend Leiter der Abteilung für Grundsatzplanung im Oberkommando der Marine. 1978 erfolgte seine Beförderung zum Konteradmiral (Tümamiral) und Ernennung zum Leiter der Personalabteilung im Oberkommando der Marine. Im Anschluss war er Befehlshaber der Marineverbände für den Bosporus (İstanbul Boğaz Komutanlığı) in Anadolu Kavağı, die zum Regionalkommando Nord gehören, sowie danach Befehlshaber des Marineausbildungskommandos (Deniz Eğitim Komutanlığı), ehe er Kommodore des Kriegsschiffgeschwaders (Harp Filosu) war.
Nach seiner Beförderung zum Vizeadmiral (Koramiral) wurde Tınaz 1982 Leiter der Abteilung für Nachrichtendienste im Generalstab der Türkei und daraufhin Chef des Stabes des Oberkommandos der Marine. Im Anschluss folgte seine Ernennung zum Oberbefehlshaber des Marine-Regionalkommandos Nord (Kuzey Deniz Saha Komutanlığı) in Istanbul, das unter anderem für Marmarameer, Schwarzes Meer, Bosporus und Dardanellen zuständig ist, ehe er anschließend erneut Chef des Stabes des Oberkommandos der Marine wurde.
Am 26. August 1987 wurde Tınaz als Nachfolger von General Hüsnü Çelenkler zum Generalsekretär des Nationalen Sicherheitsrates (Millî Güvenlik Kurulu) ernannt und kurz darauf am 30. August 1987 auch zum Admiral (Oramiral) befördert. Am 22. August 1988 wurde er als Nachfolger von Admiral Orhan Karabulut Oberbefehlshaber des Flottenkommandos (Donanma Komutanlığı), während Sabri Yirmibeşoğlu sein Nachfolger als Generalsekretär des Nationalen Sicherheitsrates wurde.
Zuletzt wurde Admiral Tınaz am 20. August 1990 erneut als Nachfolger von Admiral Orhan Karabulut Oberkommandierender der Marine (Deniz Kuvvetleri Komutanı) und blieb bis zum 20. August 1992 in diesem Amt. Er wurde daraufhin von Admiral Vural Beyazıt abgelöst und trat in den Ruhestand. Karabulut ist verheiratet und Vater.